# Moglie nuda e siciliana
Moglie nuda e siciliana è un film del 1977, diretto da Andrea Bianchi.

## Trama
Il camionista milanese Nino Bertini, mentre si trova in una fattoria in Sicilia per un carico di vino, viene assalito da Rosalia Ciubardi, che l'ha scambiato per il fidanzato Antonio. I fratelli di Rosalia, Pino e Alfio, li sorprendono nel fienile e, sotto minaccia di lupara, costringono Nino a nozze riparatrici. Giunti a Milano, Rosalia abbandona Nino durante la prima notte e fugge alla stazione, dove conosce il regista di fotoromanzi Mercuri, che le offre un lavoro e, in breve tempo, passa a foto molto più spinte, che Rosalia finisce per accettare, anche perché ciò le dà la possibilità d'una vita agiata. Tuttavia, le foto fanno giungere Antonio a Milano, mentre Nino è deciso a riconquistare la moglie. Alla fine, Rosalia accetterà l'amore di Nino.

## Distribuzione
Il film fu distribuito nel 1977 con il divieto per i minori di anni 14.